# Cantó de Lombèrs
Lombèrs és un cantó del departament francès del Gers que inclou vint-i-cinc comunes:
- Vathcava e Aguin
- Cadelhan de Savés
- Espon
- Garravet
- Gaujac
- Gaujan
- Laimont
- Lombèrs
- Melhan
- Montgausir
- Montadet
- Montamat
- Montagut de Savés
- Montpesat
- Pelafiga
- Poilausic
- Sabalhan
- Sent Helitz d'Astarac
- Sent Lisièr deu Plantèr
- Sent Loba
- Sauvatèrra
- Sauvimont
- Cimòrra
- Tornan
- Vilafranca.

| Data d'elecció | Identitat            | Partit | Qualitat |
| -------------- | -------------------- | ------ | -------- |
| 1985-2004      | Jean-Jacques Lassave | PS     |          |
| 2004-          | Jean Loubon          | PRG    |          |

| 1962  | 1968  | 1975  | 1982  | 1990  | 1999  | 2006  |
| ----- | ----- | ----- | ----- | ----- | ----- | ----- |
| 5.279 | 5.858 | 5.280 | 4.977 | 4.809 | 4.741 | 5.382 |